# Dichrogaster ambonigra
Dichrogaster ambonigra là một loài tò vò trong họ Ichneumonidae.